# シティタワー仙台五橋
シティタワー仙台五橋（シティタワーせんだいいつつばし）は、宮城県仙台市青葉区五橋に建つ超高層マンションである。

## 概要
仙台市における都心回帰の流れに対応し、住友不動産が計画・販売をしている。入居時期は竣工2ヶ月後の2008年（平成20年）6月末。
JR仙台病院の跡地、すなわち、北を区画街路南47号線、西を東二番丁通り（国道4号）、南を五橋一丁目1号線、東を東三番丁通りで囲まれる街区のうち、その北東の一角において建設された。同じ街区内には仙台中央警察署がある。
仙台市の環境アセスメント条例は100m以上の建造物に適用されるが、当マンションの高さは99mであるためその適用外となっている。それでも、竣工時点では都心部で最も高い超高層マンションであった（ただし、郊外では100m超の超高層マンションが存在し、五橋でも竣工された）。
住友不動産は仙台市内の同社開発のタワーマンションに各々愛称を付けているが、外壁の一部が青いシティタワー勾当台公園は「青のタワー」、外壁が白いシティタワー仙台花京院は「花のタワー」と呼んでおり、当マンションは外壁の一部が赤いため「赤のタワー」と呼んでいる。なお、シティタワー仙台は、名称が類似するが住友不動産の開発ではない。

## 周辺
- 仙台市立五橋中学校
- パークハウス仙台五橋タワー
- 仙台中央警察署
- 河北新報本社
- SS30
- 五橋公園
- 仙台中央郵便局
- 仙台トラストシティ

ほか

## アクセス
- 仙台市地下鉄・五橋駅または仙台駅
- 東日本旅客鉄道（JR東日本）仙台駅